# قثاء
القِثَّاء أو الفقّوس أو العَجُّور (باللاتينية: Cucumis melo flexuosus) نوع نباتي ينتمي إلى جنس القثد الذي يتبع الفصيلة القرعية. يستعمل في الطبخ ولعمل المخلل ويمكن أكله طازجًا مثل الخيار العادي.
تعرف القثاء بعدة أسماء فيعرف في اللغة العربية «القُشْعُر» وتعرف في بلاد الشام باسم «المقتي والقِـتِّي والقِـتِّة»، ولذلك تعرف باسم القث. يعرف باسم الطرح في العراق.

## الموئل والانتشار
موطنه الأصلي حوض البحر الأبيض المتوسط. في السودان يعتبر من الخضراوات الأساسية في الوجبات اليومية ويمكن اعتباره هناك بديلًا عن الخيار محدود الانتشار.

## الوصف
القثاء نبات عشبي حولي زاحف زراعي أوراقه مفصصة. أزهاره صفراء صغيرة وثماره طويلة لونها أخضر فاتح، تشبه إلى حد ما الخيار. 

## الفوائد الطبية
يحتوي القثاء على تشكيلة متنوعة من العناصر الغذائية مثل: فيتامين A، وفيتامين B، وفيتامين C، الفسفور، الحديد، والكالسيوم، والمنجنيز، والكبريت، وزيوت طيارة، و[[كاروتين، والبروتين، والرماد، والنشا، والسكر، والدهون، والألياف الغذائية، والفوك، والمواد الهلامية، والفينولات.
- بسبب غناها بالألياف، والبوتاسيوم، والمغنيسيوم، القثاء مفيدة لصحة القلب والأوعية الدموية، كما تقلل من فرص الإصابة بارتفاع ضغط الدم، والأزمات القلبية، وخفض نسبة الكوليسترول الضار بالدم، والوقاية من تصلب الشرايين.

- يحتوي القثاء على ألياف طبيعية تعتبر صديقة للمعدة والجهاز الهضمي، حيث تعمل على القضاء على عسر الهضم، والتهابات المعدة، والحموضة، كما تساعد في منع الإصابة بالإمساك، وتسهل عملية الإخراج، وتخلص من الانتفاخ والغازات.[7]

- تحتوي القثاء على فيتامين K الذي يساعد الجسم على امتصاص الكالسيوم من الأطعمة، ما يحافظ على صحة العظام، ويقلل من فرص إصابته بالهشاشة والكسور.

- تحتوي القثاء على نسبة جيدة من الحديد، الذي يساعد علي زيادة كرات الدم الحمراء، ومن ثم علاج فقر الدم.

- تحتوي على اليود الذي يساعد على تنشيط الغدة الدرقية، لذا فهو يزيد من حرق الدهون وعلاج السمنة.

- تساعد القثاء على توازن إفراز العصارة الصفراوية، وتحسين وظائف الكبد.

- تساهم في ضبط مستويات السكر بالدم لاحتوائها على الألياف.

- تساعد في الحفاظ على نضارة البشرة وعلاج حروق الشمس.

## الاستعمال
ويستعمل القِـثَّاء خارجياً ضد الحكة الشديدة والقوبا والعناية ببشرة الجلد. ويستعمل القثاء لعلاج النمش والكلف حيث يمزج عصير القثاء مع حليب طازج ويغسل به مكان النمش والكلف. كما يستعمل للجلد الدهني وبالأخص الوجه حيث يطبخ القثاء في ماء بلا ملح ويغسل به الوجه. كما يستعمل القثاء لغضون الوجه وذلك بعمل شرائح من القثة وتوضع على الوجه بضع دقائق يومياً.

## الأضرار
لا توجد أضرار جانبية للقثاء عدا أن أصحاب المعدة الضعيفة يتعبون عند تناول القثاء نيئة، ولكن بإمكانهم استعمال القثاء كل 24 ساعة مرة واحدة بعد أن يضيفوا لها ملحا بحريا (ملح بلدي).

## ذكره في القرآن والسنة
ذكر القِثَّاء في القرآن الكريم ﴿وَإِذْ قُلْتُمْ يَا مُوسَى لَنْ نَصْبِرَ عَلَى طَعَامٍ وَاحِدٍ فَادْعُ لَنَا رَبَّكَ يُخْرِجْ لَنَا مِمَّا تُنْبِتُ الْأَرْضُ مِنْ بَقْلِهَا وَقِثَّائِهَا وَفُومِهَا وَعَدَسِهَا وَبَصَلِهَا قَالَ أَتَسْتَبْدِلُونَ الَّذِي هُوَ أَدْنَى بِالَّذِي هُوَ خَيْرٌ اهْبِطُوا مِصْرًا فَإِنَّ لَكُمْ مَا سَأَلْتُمْ وَضُرِبَتْ عَلَيْهِمُ الذِّلَّةُ وَالْمَسْكَنَةُ وَبَاءُوا بِغَضَبٍ مِنَ اللَّهِ ذَلِكَ بِأَنَّهُمْ كَانُوا يَكْفُرُونَ بِآيَاتِ اللَّهِ وَيَقْتُلُونَ النَّبِيِّينَ بِغَيْرِ الْحَقِّ ذَلِكَ بِمَا عَصَوْا وَكَانُوا يَعْتَدُونَ ۝٦١﴾ - سورة البقرة
كما ذكر في بعض الأحاديث منها ما ورد عن النبي محمد أنه كان يأكل الرطب بالقثاء. وروي عن عائشة رضي الله عنها قولها: «سمنوني بكل شيء فلم أسمن، فسمنوني بالقثاء والرطب فسمنت».

## في الطب القديم
قال ابن البيطار في القِـثَّاء أنه أخف من الخيار وأسرع هضماً وهو يبرد ويرطب، والقثاء والخيار والقرع من أغذية المحرورين ويضر المبردين وينبغي ألا يكثروا منه. وقال ابن جزلة: «القِثَّاء يسكن الحرارة والصفراء ويوافق المثانة ويدر البول ويسكن العطش وشمه ينعش المغمى عليه من حرارته وورقه مع العسل على الشرى البلغمي، وأكله ينفع من عضة الكلب».
وقال ابن سينا: «القِثَّاء ألطفه النضيج، فيه إدرار وتليين وينفع من أوجاع المذاكير وهو موافق للمثانة».
وقال الرازي: «القِثَّاء أخف من الخيار وأسرع نزولاً ولا يسخن البدن».
وصف الطب الحديث خواص القثاء فقال إن خواصه مثل خواص الخيار فهو مرطب منظف للدم مذيب للأحماض البولية ومدر للبول. وتستعمل القثاء من الداخل لخفض درجة الحرارة وضد التسمم ولمغص الإمعاء وتهيجها، وضد زيادة الصفراء ونزف الدم ولداء المفاصل والعصيات القولونية.